# Babyn (Dnister)
Babyn (ukrainisch Бабин) ist ein Dorf und gleichzeitig Verwaltungssitz der gleichnamigen Gemeinde im Rajon Dnister in der Oblast Czernowitz, Ukraine.

## Geographische Lage
Durch das Dorf fließt der Fluss Babinka, ein rechter Nebenfluss des Dnister, an dem sich der Travertin-Wasserfall Hupalo befindet.

## Geschichte
In der Nähe des Dorfes wurde eine Siedlung aus der Altsteinzeit entdeckt, bei der unter anderem Mammutknochen gefunden wurden. Babyn war von seiner Gründung an Teil der historischen Region Bessarabien, die zum Fürstentum Moldau gehörte. Ursprünglich trug das Dorf den Namen Babinii und wurde erstmals im Jahr 1514 urkundlich erwähnt.
Nach dem Frieden von Bukarest 1812 zwischen dem Russischen Reich und dem Osmanischen Reich wurde der Region Bessarabien hinzugefügt und als Gouvernement Bessarabien reorganisiert. Die Region wurde in zehn Verwaltungsbezirke aufgeteilt, darunter auch das Herza-Gebiet, zu dem Babyn gehörte.
Nach der Vereinigung Bessarabiens mit Rumänien am 27. März 1918 wurde Babyn Teil des rumänischen Kreises Hotin im Bezirk Chelmenți. Zu dieser Zeit bestand die Mehrheit der Bevölkerung aus Ukrainern.
Im Zuge des Ribbentrop-Molotow-Pakts (1939) wurden Bessarabien, die Nordbukowina und der Herzaer Landstrich am 28. Juni 1940 von der Sowjetunion annektiert. Am 2. August 1940 wurde die Moldauische SSR gegründet, während der Norden Bessarabiens, einschließlich Babyn, der Ukrainischen SSR angeschlossen wurde. Am 7. August 1940 entstand die Oblast Czernowitz durch die Zusammenlegung von Nordbukowina, dem Herza-Gebiet.
Zwischen 1941 und 1944 wurden die zuvor von der Sowjetunion annektierten Gebiete kurzzeitig wieder Teil Rumäniens, ehe sie 1944 erneut von der Sowjetunion besetzt und in die Ukrainische SSR integriert wurden.
Seit der Unabhängigkeit der Ukraine im Jahr 1991 gehört Babyn zum Rajon Kelmenzi und nach einer Reorganisation 2000 zum Rajon Dnister in der Oblast Czernowitz. Laut der Volkszählung von 1989 gaben fünf Einwohner ihre Nationalität als rumänisch oder moldauisch an, was 0,22 % der Bevölkerung entsprach. Heute zählt das Dorf 2143 Einwohner, die überwiegend Ukrainer sind.

## Demografie
- 1930: 2804 Einwohner
- 1989: 2253 Einwohner
- 2007: 2143 Einwohner (geschätzt)

Laut der Volkszählung von 2001 sprachen 98,79 % der Einwohner Ukrainisch. Eine Minderheit sprach andere Sprachen.

## Persönlichkeiten
- Lidija Lipkowskaja (1882–1958), Opernsängerin (Sopran) und Musiklehrerin mit russisch-ukrainischen Wurzeln